# سعدان ليلي هيرنانديز-كاماتشو
سعدان ليلي هرنانديز-كاماتشو (الأسم العلمي: Aotus jorgehernandezi) هو نوع من القرود الليل للعائلة أوتيدي. تم وصفه لأول مرة في عام 2007 من قبل توماس ديفلر ومارتا بوينو. له رقبة رمادية وعلامة بيضاء فوق كل عين، مفصولة بشريط أسود. الفراء على الصدر والبطن والذراعين السفلية والرسغين السفلي سميك وأبيض. وهو يختلف عن الأنواع الأخرى من القرود الليلية ذات العنق الرمادي بخلاف سعدان ليلي برومباك في الحصول على 50 كروموسوم.
يُعتقد أنه يعيش في كولومبيا على المنحدرات الغربية وسفوح جبال الأنديز، بين كوينديو وريزارالدا. من الممكن تواجده في حديقة تاتاما الطبيعية الوطنية. تعتبر هذه المجموعة حاليًا جزءًا من مجموعة سعدان ليلي بنمي. الاسم اللاتيني يكرم عالم الأحياء الكولومبي الراحل خورخي هرنانديز-كاماتشو.